# Igo Hatsuyōron
Vous lisez un « article de qualité » labellisé en 2015.
Igo Hatsuyōron (囲碁 発陽論, littéralement : De la production du yang dans le jeu de go, souvent abrégé en Hatsuyōron) est une collection de 183 problèmes de go (pour la plupart, des problèmes de vie et de mort), compilée en 1713 par le maître de go japonais Inoue Dōsetsu Inseki.
Jusqu'à la fin du XIXe siècle, le Hatsuyōron reste un secret bien gardé de la maison Inoue, où il sert à l'entraînement des meilleurs disciples à la tactique. Il devient public après l'effondrement du système des maisons ; plusieurs éditions incorrectes en sont publiées, avant la découverte en 1982 d'une copie qu'on pense proche de l'original désormais perdu.
Igo Hatsuyōron est considéré comme le plus difficile des recueils de ce type, et est à ce titre encore utilisé pour l'entraînement des joueurs professionnels. Il contient de nombreux problèmes si complexes que des solutions fausses ou incomplètes en ont été données dans les premières éditions, et en particulier un problème exceptionnel par son thème et sa profondeur, redécouvert en 1982, et qui n'aura  sans doute été complètement résolu qu'en 2022, grâce aux progrès de l'intelligence artificielle.

## Histoire
Inoue Dōsetsu Inseki, quatrième chef de la maison Inoue et Meijin de 1708 à sa mort en 1719, est surtout connu pour son rôle de tuteur du jeune Dōchi après la mort de son maître Dōsaku ; son exceptionnelle compétence en tant que compositeur de problèmes de go n'est découverte qu'après l'effondrement du système des maisons à partir de 1868, durant la restauration de Meiji .

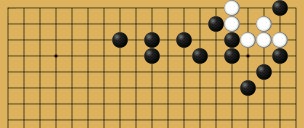
Un exemple caractéristique du Hatsuyōron, le problème 43.Noir joue et tue : si une seule pierre noire manquait, Blanc vivrait au moins par ko, ou parviendrait à s'échapper,.

En 1713, Dōsetsu compile le Igo Hatsuyōron (japonais : 囲碁 発陽論, chinois simplifié : 围棋发阳论 ; pinyin : wéiqí fāyánglùn, ce titre signifiant littéralement : De la production du yang dans le jeu de go) à partir d'une collection de plus de 1 500 problèmes, dont beaucoup sont composés par lui ou améliorés à partir de problèmes antérieurs. Le livre est conçu pour servir à l'entraînement des meilleurs disciples, et à cette fin ne contient que les problèmes, sans aucune indication sur leur solution, ou même sur l'objectif à atteindre. Durant plus de 150 ans, il est tenu secret, n'étant étudié qu'à raison d'un problème à la fois, sous le contrôle direct de l'Inoue ; l'existence même du livre est ignorée des trois autres maisons (Hon'inbō, Hayashi et Yasui).
Le Hatsuyōron devient public après 1868, passant de main en main au sein de la maison Hon'inbō, et une première édition en est publiée en 1914 par Hon'inbō Shūsai, enrichie de solutions et de commentaires ; à partir de ce moment, le livre acquiert sa réputation de « plus difficile des recueils de problèmes ». Deux autres éditions, reprenant pour l'essentiel celle de Shūsai, mais améliorant et détaillant les solutions, paraissent en 1953 (sous la direction de Fujisawa Hideyuki) et en 1980 (sous la direction de Hashimoto Utarō). Ces éditions s'appuient cependant non sur le manuscrit original, dont on pense qu'il fut détruit lors d'un incendie, mais sur des copies incorrectes, où se sont en particulier glissés des problèmes provenant du Xuanxuan Qijing, le plus ancien des classiques chinois.
En 1982, Araki Naomi découvre une copie antérieure,, ne contenant apparemment que les problèmes de la version originale, dont deux jusque-là inconnus ; la responsabilité d'une nouvelle édition est confiée à Fujisawa Hideyuki (alors Kisei), ce qui l'amène à étudier de plus près l'un de ces deux problèmes (le no 120), pour conclure qu'il s'agit du « problème le plus difficile jamais composé » ; il publie un article à ce sujet, détaillant les remarques de l'édition complète.
À partir de 1988, une analyse des solutions de l'édition de 1982 par des professionnels chinois les amène à remettre en cause certaines des conclusions japonaises ; Cheng Xiaoliu publie en 2010 une édition révisée de leurs commentaires, sous le titre de Wéiqí Fāyánglùn Yánjiū (围棋发阳论研究, Recherches sur le Hatsuyōron).

## Contenu
On ignore la composition initiale exacte du recueil, et l'ordre des problèmes est probablement corrompu ; Cheng Xiaoliu remarque que, dans l'édition de 1914, le premier problème n'admet pas de solution, et suggère qu'il aurait pu être placé en tête par une des écoles rivales, pour discréditer l'ouvrage.

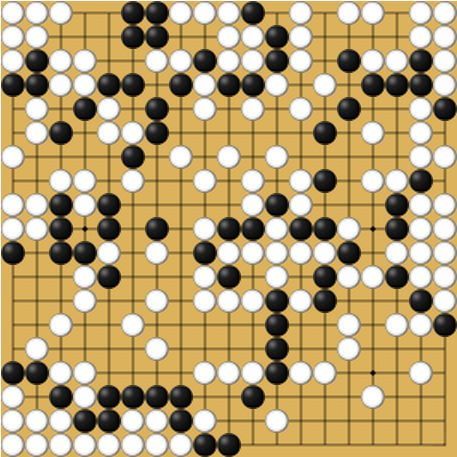
Problème 76 (« l'appât avale le poisson »)Blanc joue et capture toutes les pierres noires, bien qu'il sacrifie soixante-quinze de ses propres pierres au passage.

La copie ayant servi à l'édition de 1982 est cependant jugée assez proche de l'ouvrage original composé par Dōsetsu, et contient d'ailleurs une postface écrite de sa main, dans laquelle il explique en particulier le sens du titre du recueil et la façon dont il doit être étudié ; cette copie contient 183 problèmes, répartis en six sections : 
- vivre (30 problèmes) ;
- tuer (46 problèmes, parmi lesquels 13 problèmes de sacrifices de blocs (nakade et ishinoshita)[N 10] regroupés en fin de section) ;
- batailles de ko (51 problèmes) ;
- courses aux libertés (36 problèmes) ;
- escaliers (shichō[N 11]) (12 problèmes) ;
- problèmes divers (8 problèmes).

La plupart de ces problèmes (sauf peut-être ceux des deux dernières sections) peuvent être considérés comme des problèmes de vie et de mort ; le Hatsuyōron ne s'intéresse pas aux questions de stratégie, mais vise seulement à développer les capacités tactiques des joueurs. Ces problèmes ne sont cependant pas « réalistes », au sens où ils proviendraient de situations pouvant être rencontrées en partie ; ils cherchent surtout à montrer des coups et des manœuvres extraordinaires, et à obliger à envisager des résistances bien cachées ; de plus, une des conventions choisies pour ces problèmes est que « toutes les pierres de l'énoncé doivent être utiles »,, ce que Dōsetsu exploite parfois pour des effets artistiques supplémentaires, comme le montre bien l'exemple du problème 43, représenté dans la section précédente.
Presque tous ces problèmes sont du niveau des joueurs professionnels (et servent encore à leur entraînement), c'est-à-dire qu'un joueur amateur ne saurait les résoudre en situation de partie, sans poser de pierres ; quelques-uns sont d'ailleurs si difficiles qu'ils sont probablement insolubles dans ces conditions, même par les meilleurs joueurs ; c'est en particulier le cas des sept problèmes couvrant le goban entier, dont l'étonnant problème 76 représenté ci-dessus, que Nakayama attribue à Dōsaku, et auquel il donne le titre « l'appât avale le poisson ».

## Le problème le plus difficile jamais composé

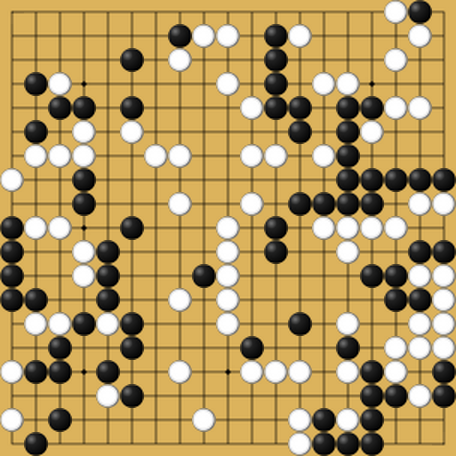
Problème 120Le problème le plus difficile jamais composé :
Noir joue et gagne la partie.

En 1982, une copie du XIXe siècle est retrouvée, contenant deux problèmes ne figurant pas dans les éditions précédentes,. Le manuscrit est confié à Fujisawa Hideyuki, alors Kisei, pour qu'il en fasse une nouvelle édition commentée, mais, supposant d'abord que le problème 120 devait avoir été mal copié, il le remet à un de ses disciples, Yasuda Yasutoshi, pour qu'il tente de le rectifier. Celui-ci finit par apercevoir la manœuvre de sacrifice inédite qui est le thème principal du problème, et après environ un millier d'heures de travail collectif, Fujisawa estime que le problème est résolu, et en publie sa solution, traduite dans Go World no 29 sous le titre The Most Difficult Go Problem Ever (Le Problème le plus difficile jamais composé), en l'accompagnant d'un commentaire élogieux, mentionnant « la nouveauté surprenante du thème et des formes, le calcul précis des combats, et l'équilibre délicat des échanges et du score, tout cela faisant de ce problème unique le chef-d'œuvre de toute une vie ».
L'énoncé du problème (figure de droite) est une position qui pourrait presque être tirée d'une partie réelle, accompagnée de la légende « Noir joue et gagne la partie » ; la solution proposée par Fujisawa est, dans la variante principale, une longue suite de combats utilisant des tactiques impensables même pour des joueurs professionnels, contenant en particulier un sacrifice de vingt pierres noires que Blanc se voit obligé de refuser le plus longtemps possible, et s'achevant, après plus de cent cinquante coups, par des subtilités de fin de partie (yose) faisant finalement gagner Noir d'un ou deux points.
Cette analyse n'est pas contestée par l'édition chinoise du Hatsuyōron en 1988, bien que cette édition contienne une amélioration de la séquence principale, portant l'avance de Noir à trois points. Mais en 2005, un joueur amateur allemand, Joachim Meinhardt, découvre une résistance inattendue de Blanc ; confirmée par les professionnels, cette ligne de jeu remet en cause toutes les solutions précédentes. Fin 2007, un autre amateur allemand, Thomas Redecker, observe qu'un coup apparemment médiocre de Noir, qui n'avait jamais été envisagé jusque-là, joué au moment opportun (au coup 67 de la variante principale), permet peut-être de sauver la situation, mais il ne parvient pas à cette époque à faire étudier cette manœuvre par des professionnels, et décide de publier l'ensemble de ses analyses sur un site internet, puis sous forme de livre. Elles sont enrichies d'abord à l'aide d'un wiki par de nombreux joueurs amateurs et professionnels, et une ligne de jeu gagnante pour Noir est confirmée par des joueurs professionnels à partir de 2012, mais de nouvelles lignes de jeu continuant à apparaître, le problème ne peut être considéré comme complètement résolu. 
À partir de 2016, les progrès spectaculaires de l'intelligence artificielle amènent certains amateurs optimistes à penser qu'une solution pourrait être obtenue par ordinateur, mais les tentatives dans cette direction s'avèrent décevantes jusqu’en 2019. Une importante amélioration des techniques d'apprentissage profond utilisées permet toutefois, en octobre 2019, de découvrir de nouvelles variations reposant sur des coups jamais envisagés encore, montrant que la solution n’est toujours pas atteinte. En février 2022, cependant, après une nouvelle amélioration de ces techniques d'exploration, un consensus semble se dessiner pour une solution définitive donnant la victoire à Blanc.